# Megalosauroidea
Megalosauroidea ('dạng thằn lằn lớn') là một liên họ (hoặc nhánh) của khủng long chân thú đuôi cứng, sống từ Jura giữa đến Phấn trắng muộn. Liên họ này gồm các chi gần với Megalosaurus bucklandii hơn là với Allosaurus fragilis và Passer domesticus. Thành viên gồm Spinosaurus, Megalosaurus và Torvosaurus.